# 榛名町
榛名町（はるなまち）は、上毛三山の一つである榛名山南麓に広がっていた町である。高崎市への通勤率は24.2%（平成17年国勢調査）。

## 地理
- 山：榛名山
- 湖沼：榛名湖

### 隣接していた自治体
- 安中市、高崎市、渋川市
- 吾妻郡東吾妻町

## 歴史
- 1889年4月1日 - 市町村制施行により、西群馬郡室田村、久留馬村、碓氷郡里見村が誕生する。
- 1896年4月1日 - 西群馬郡が群馬郡になる。
- 1905年4月1日 - 室田村が町制施行し、室田町となる。
- 1955年2月1日 - 群馬郡室田町、碓氷郡里見村が合併し、群馬郡榛名町となる。
- 1955年3月1日 - 群馬郡久留馬村を編入する。
- 1974年10月6日 - 下里見で山腹斜面が崩壊。人家2軒が全壊、死者6人。斜面には地域の簡易水道の用水管のほか高崎水道局の導水管があり、一か月前から正体不明の湧水が確認されていた[1]。
- 1979年5月13日 - 榛名町農業協同組合で多額の使途不明金が発覚し職員が逮捕。その後。捜査の過程で町議会議員らが逮捕されるなど事件が町全体へ拡大[2]。
- 2006年10月1日 - 高崎市に編入。

## 行政
- 町長：富澤 素行（2005年12月25日〜2006年9月30日）

### 高崎市との合併を決定するまで
榛名町は2004年4月に箕郷町と共に2003年12月に高崎市・群馬町・新町・倉渕村・吉井町が設置した任意合併協議会に合流し、合併協議が本格化した。
その後、吉井町は法定合併協議会設置案を否決して協議から離脱したが、箕郷町は住民投票の結果賛成多数となった事を受けて、群馬町・新町・倉渕村とは別個に、高崎市との法定合併協議会を設置した。5市町村は同時合併を目指して協議会を合同で開き、2005年2月8日に合併協定の調印に至った。
一方、榛名町は法定合併協議会設置前の2004年7月11日に住民投票を行い、僅差で合併反対が上回る。
賛成 6,330票
反対 6,415票
無効 212票
この結果を受けて当時の町長であった石井清一は自立を表明したが、石井町長と合併推進派が多い町議会は対立しており、町議会は法定合併協議会設置案を可決した。高崎市も箕郷町と同様、群馬町・新町・倉渕村とは別個に高崎市との法定合併協議会設置案を可決した。しかし、住民投票で僅差とはいえ反対が上回ったことを重視した石井町長は自立の方針を固持し、合併協議に加わらなかった。
これにより榛名町は合併推進派と自立派の住民団体が設立され、それぞれ署名運動などの住民運動を展開した。
合併推進派の住民団体：榛名町の将来を考える会（当時の会長は富沢素行）
自立派の住民団体：榛名を拓く会
2005年11月には榛名町の将来を考える会が石井町長に対し、榛名を拓く会が町議会に対し、それぞれリコールを請求。しかし、石井町長はリコール投票前に辞職し2005年12月25日に行われた町長選挙（投票率76.52%）の結果、石井町長は落選した。
富澤 素行　7,956票
石井 清一　5,665票
合併推進派の富澤町長が就任後の2006年1月22日に、榛名を拓く会が請求した町議会のリコール投票が行われた（投票率63.70%）が、ここでもリコール不成立となり、高崎市との合併に向けて大きく前進することとなった。
賛成 4,978票
反対 6,309票
町議会のリコール投票の翌日である2006年1月23日、箕郷町・群馬町・新町・倉渕村の4町村は高崎市に編入された。
その後、2006年2月8日に高崎市と榛名町は法定合併協議会を設置し、合併方式を「高崎市への編入」、合併期日を同年10月1日に決定し、同年5月8日には、高崎市内で合併協定調印式が行われ、松浦幸雄高崎市長と富澤素行榛名町長が合併協定書に調印した。
5月12日の両市町議会の議決を経て、5月15日には両市町長が小寺弘之群馬県知事に廃置分合（合併）の申請を行い、6月13日には群馬県議会も合併を議決、7月13日に総務大臣が官報に告示し、10月1日の高崎市と榛名町の合併が正式に決定した。
この合併により倉渕村域（現在の高崎市倉渕町）は飛地ではなくなり、群馬郡が消滅した。

## 経済

### 産業
- 主な産業

産業は、かつては養蚕が盛んであったが、現在は果樹に切り替わっている。（同町内を走る国道406号は「くだもの街道」と命名されている）
また、太陽誘電の榛名工場、NSKニードルベアリングの榛名工場等はあるが、大規模な産業は乏しく、高崎市のベッドタウンという意味合いが強くなっている。
パワーセンターうおかつ発祥の町である。
- と畜場

高崎食肉センター
群馬県高崎市中里見町１７２９
設置者　群馬県同和食肉事業協同組合
コード　0273438355

## 姉妹都市・提携都市
国内1都市・海外1都市と姉妹都市提携を結んでいたが、合併後の高崎市には引き継がれなかった。

### 国内
- 東久留米市（東京都）
  - 1986年10月1日 - 姉妹都市提携[3]

江戸時代から、現在の東久留米市に暮らす人々が「榛名講」を組織し榛名神社に参拝していた縁。1985年、東久留米市より提携打診。姉妹都市提携10周年を記念して、東久留米市役所前に梅と梨の木を贈った（東久留米市からはイチョウが贈られた）。高崎市への合併により姉妹都市提携は解消したが、地域間交流は存続している。

### 海外
- グランドビュー市 (Grandview, Missouri) （アメリカ合衆国 ミズーリ州）
  - 1991年3月19日 - 姉妹都市提携[3]

榛名中学校が受け入れたALT（英語指導助手）がグランドビュー市出身であったことが縁で、1988年度より中学生の交換留学を実施。

## 地域

### 教育

#### 小学校
- 榛名町立榛名第一小学校（現：高崎市立下室田小学校）
- 榛名町立榛名第二小学校（現：高崎市立中室田小学校）
- 榛名町立榛名第三小学校（現：高崎市立上室田小学校）
- 榛名町立榛名第四小学校（現：廃校）
- 榛名町立榛名第五小学校（現：高崎市立里見小学校）
- 榛名町立榛名第六小学校（現：高崎市立久留馬小学校）
- 榛名町立榛名第七小学校（現：高崎市立下里見小学校）
- 榛名町立榛名第八小学校（現：高崎市立宮沢小学校）

#### 中学校
- 榛名町立榛名中学校

#### 高等学校
- 群馬県立榛名高等学校

## 交通

### 鉄道路線
- 最寄り駅は、北陸新幹線安中榛名駅（安中市）だが、タクシー若しくは徒歩で山中を移動する必要がある。公共交通機関のある最寄り駅は、バス路線がある高崎駅である。

### バス
- 群馬バス - 町役場のある室田に榛名営業所を設置。

### 道路
- 国道406号

## 名所・旧跡・観光スポット・祭事・催事
- 榛名湖
- 榛名神社社殿
- 鉄燈
- 矢立杉
- 白岩長谷寺の十一面観音像
- 中室田又倉の道祖神
- 榛名ふるさと祭り（夏・秋）
- 尾根下連（太鼓・八木節）
- 琴平様の市
- 上州榛名太鼓
- 山田流面太鼓
- 榛名神社（例祭・御神楽始の式・粽祭）
- 榛名梨まつり
- 榛名湖温泉
- 榛名の祭り湖上祭（花火大会）

## 出身有名人
- 小林桂樹（役者）
- 竹内海南江（タレント）
- 入澤充（学者）

## 県指定天然記念物
- 「里見の大梨（ナシ）」（上里見字上神）樹齢200年推定。根周11尺、樹高40尺、枝張東西36尺、南北21尺。

### 特産品
梨、梅、プラム、シイタケ、わかさぎ